# Кримінальна сім'я Абарджіль
Кримінальна сім'я Абарджіль, (івр. משפחת הפשע אברג'יל) є однією з найсильніших злочинних угруповань Ізраїлю, масштаб діяльності якої розійшовся і за його межі. Основні види промислу угруповання це наркоторгівля, рекет, вимагання, грабежі та розбійні напади. Гроші, зароблені в кримінальному бізнесі, угруповання відмиває, вкладаючи їх в бізнес в Ізраїлі і за його межами, в тому числі і в США.

## Біографія
Іцхак Аберджіль народився в місті Лод. У сім'ї, де він народився, було шість хлопчиків і чотири дівчинки. Іцхак - наймолодший з десяти дітей. Всі брати, включаючи самого Іцхака, стали злочинцями (брати Меїр, Яішь, Яків, Авраам, Елі і Іцхак).
У 1986 році, у віці 17 років, Іцхак був визнаний винним у вбивстві Якова Коена з міста Лод, після того як його кращий друг, Шимон Шитріт, дав проти нього свідчення в суді, він був засуджений до 17 років позбавлення волі, які він відбував у багатьох ізраїльських в'язницях. Під час відбування терміну Аберджіль зумів згуртувати навколо себе однодумців з ув'язнених, які відбувають терміни в один час з ним, і зміг взяти під свій контроль не тільки ув'язнених, а й адміністрацію багатьох тюрем. Протягом цього періоду Аберджіль з в'язниці контролював гральний бізнес разом з членами своєї сім'ї та партнерами на свободу.

## Конфлікти і гангстерські війни
У 2003 році між злочинними сім'ями Абутбуль з Нетанії їх союзником на той час Зєев Розенштейном, а також угрупованням братів Охана з Ганею Тікви створився союз проти Іцхака Аберджіль і його сім'ї, в процесі конфлікту до кримінальної сім'ї Аберджіль в якості союзників приєдналися інші сім'ї, такі як Габриели і Альперон, причиною конфлікту став контроль над утилізацією пляшок для напоїв. В рамках цього конфлікту був убитий авторитет з Хід ха-Шарона Хайм Шааб, один з лідерів армії Аберджіль, Шааб був викритий в шпигунстві проти братів Охана, соратників Розенштейна. Разом з Шааб був убитий перукар, який не має відносин до злочинного світу. У тому ж році (2003) був убитий Овадія Охана, глава угруповання Охана перед камерами безпеки в прямому ефірі на стоянці перед його будинком, від пістолетних пострілів двох мотоциклістів без шоломів. Арешти в 2009 році всіх учасників кримінального угруповання братів Охана зупинили їх участь у війні.
У 2004 році Аберджіль бере під контроль сірий ринок в Тель-Авіві, отримавши величезний кредит від одного з великих лихварів і власника відомого розкішного ресторану. Ізраїльська поліція підписала договір про співпрацю з поліцією по всьому світу з метою представити Аберджіеля перед судом в Європі.
У 2005 році на Іцхака було скоєно замах, по дорозі додому в Арад в його машину потрапив снаряд RPG, машина загорілася, але Іцхак залишився живим, замах не вдався. У тому ж році він був залучений в гральний бізнес в Єрусалимі, в партнерстві з вийшов з в'язниці Елі Наїм на прізвисько (Маг).
У 2006 році поліція заарештувала групу найманих убивць з Білорусії, які були найняті для усунення старшого брата Іцхака, Меира Аберджеля і Езри Габриели (батька колишнього члена Кнесету Інбаль Габриели). Після арештів були виявлені підпільні гральні мережі, і Аберджіль був заарештований, але незабаром звільнений.
У 2007 році 2 канал Ізраїльського телебачення випустив в ефір відео з бійкою, на якому представник родини Альперон нападає на Іцхака Аберджеля, після чого їх розбороняють.

## Вбивство в Бат Ямі
У 2008 році Аберджіль був заарештований за підозрою в причетності до вбивства на пляжі випадкового свідка Маргарити Лаутіна на очах її дочки і її чоловіка, вбивство було випадковим, метою вбивць була інша людина, що зумів втекти з місця злочину.
Поліція намагалася пов'язати Аберджіль із замовленням вбивства, а в 2013 році заарештувала одного з лідерів клану Аберджіль Моті Хасина за підозрою в замовленні цього вбивства.

## Арешт і екстрадиція в США і повернення на батьківщину

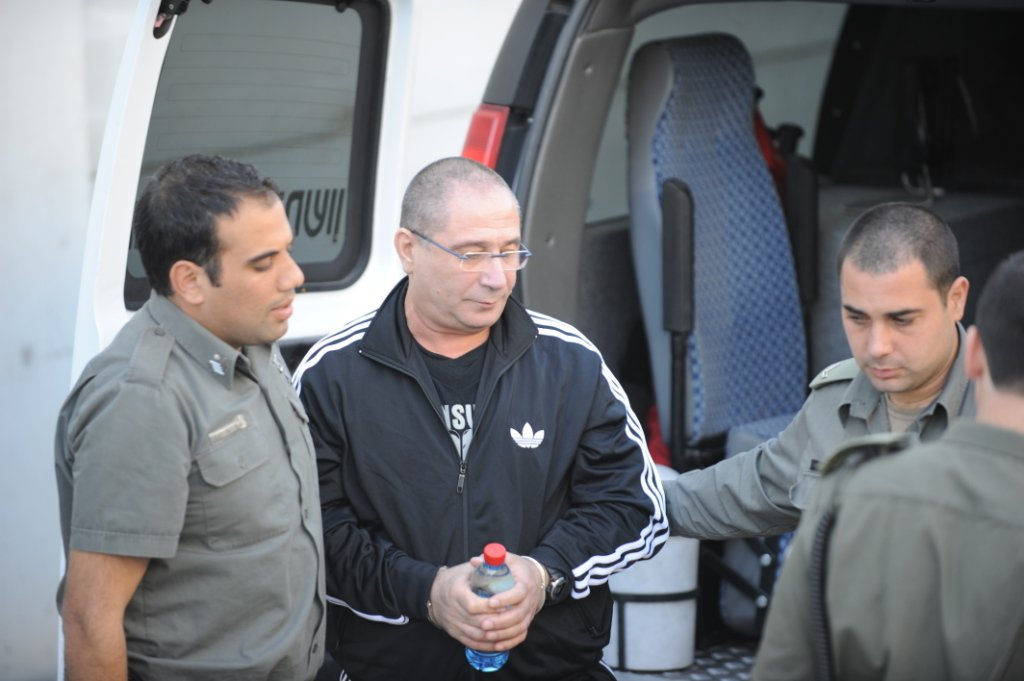
Меїр Абарджіль

У 2008 році Аберджіль був заарештований за підозрою у вбивстві ізраїльського наркоторговця Самі Атіас, відбілюванню грошей, торгівлі наркотиками та приладдя до злочинної організації. Крім цього йому висунули звинувачення в іншій справі про вбивство ув'язненого, і великомасштабного відбілювання капіталу, а також пред'явили гучне звинувачення в розкраданнях в особливо великих розмірах - справа «Торгового Банку» і привласненні коштів (підозри були пов'язані з тим, що головний фігурант цієї справи переховувався від правосуддя на квартирі Аберджіль в Амстердамі), і численні спроби вбивств конкурентів в області наркотиків та азартних ігор: Бенні Абутбуль сім'я, Зєєва Розенштейна і їх союзників. Поліцією були знайдені докази після допиту фігурантів у справі про вбивство на пляжі в Бат-Ям.
12 січня 2011 року Іцхак Аберджіль і його брат Меїр були передані владі Сполучених Штатів. Протягом короткого часу Меїр був звільнений, а Іцхака засудили на вісім з половиною років.
Через 10 місяців в тюрем, брати уклали угоду з американським судом, в рамках угоди його брат Меїр був звільнений, так як утримання під вартою в Ізраїлі було зараховано до загального терміну.
У 2012 році в ЗМІ публікується стаття про те, що Аберджіль подав прохання Американській владі провести залишок свого терміну - три роки - в Ізраїлі Незабаром після цього ізраїльська поліція заарештувала п'ятьох підозрюваних членів клану Аберджіль.
У тому ж році поліція арештовує групу професійних убивць з 5 осіб належать до клану Аберджіль.
У 2013 році ЗМІ публікують інформацію про війну між кримінальною родиною Муслім і сім'єю Аберджель яка триває 16 місяців, і про спроби поліції зупинити її, в результаті цієї війни 9 жертв і один зник безвісти. Пізніше збільшилася кількість жертв до 16, і число зниклих без вести до двох. За оцінками поліції, причина війни була давня помста, і сталася через відсутність керівника організації, який відбував термін в той період за межами Ізраїлю.
30 січня 2014 року Іцхак Аберджіль повертається до Ізраїлю для завершення відбування покарання.
18 травня 2015 Іцхак Аберджіль і ще 43 інших представників мафіозної структури сім'ї були заарештовані у справі 512 за підозрою в причетності до спроби ліквідації Зєєва Розенштейна в 2003 році.

## Розпад злочинної організації Аберджіль. Міжусобні війни кримінальних угруповань
Згідно з опублікованими даними, внутрішні війни угруповань всередині мафіозної структури Іцхака Аберджіль привели до ослаблення і розпаду організації, особливо після арешту деяких лідерів банд, очолюваних Іцхаком Аберджелем угруповання такі як: Мафіозна структура Аберджіль в союзі з сім'єю Абдель-Кадер з Тайбі (Ця структура розпалася на 3 незалежних клану):
- Клан Рухан - колишні члени мафіозної сім'ї Аберджіль
- Угруповання Західного Рішона - за даними ЗМІ на чолі угруповання стоять Дуду Мояль та Рої Нір
- Угруповання Східного Рішона - згідно з даними ЗМІ управляється Ніцаном Бен-Шушанна, угруповання долучилася до мафіозному клану * * * кримінальної сім'ї Муслі.

### Вороги клану Аберджіль
- Мафіозна структура Абутбуль є ворожою сім'єю клану Аберджіль. Франсуа Абутбуль був убитий, на Асси Абутбуль було скоєно кілька замахів, його помічник Іцхак Гефен був убитий членами клану Аберджіль.
- Клан Йосефа Муслім - сфера діяльності азартні ігри, клан з величезною фінансовою базою. З 2007 року глава сімейства Муслім знаходиться у в'язниці за допомогою угоди про визнання провини, але керує злочинною організацією через членів його сім'ї. За роки війни йому вдалося переманити в свою структуру багатьох колишніх членів клану Аберджіль.
- Клан Зєєва Розенштейна[en] - після арешту п'яти збройних бійців, що належав клану Аберджіль переховуються у відомому Перській ресторані в районі Тель Авіва, виник конфлікт між кланами, імовірно причиною конфлікту стало вплив в сфері грального бізнесу.
- Угруповання Братів Охана - сьогодні сім'я Охана відійшла від воїни і займається купівлею і продажем металів.
- Організація Ріко (Лев) Ширазі Нетанія - співпрацювала з Аберджіль в минулому. Конфлікт стався через солдата Рамі Аміра (Аміра), який був убитий солдатами Аберджеля за те, що той порушив кодекси клану.
- Сім'я Альперон - глава сім'ї Яаков Альперон - в 2007 році один з його братів Аріє напав на Іцхака Аберджеля. Згодом Яків Альперон був підірваний в своїй машині.
- Угруповання Баранес Пардесія-Кац - брали участь у взаємних замахах з сім'єю Аберджіль
- Угруповання Елі Косем (маг) з Єрусалима - були пов'язані з замахом на союзника Аберджеля Елі Аріша

Через співпраці з кримінальною сім'єю Абдель Кадер з Тайбі виникли конфлікти з конкуруючими з Абдель Кадером банд арабських кримінальних сімей
- Сім'я Іхіі Харірі (покійний)
- Сім'я Зеда Джаруші (з Рамле)